# Menophra subterminalis
Menophra subterminalis är en fjärilsart som beskrevs av Louis Beethoven Prout 1925. Menophra subterminalis ingår i släktet Menophra och familjen mätare. Inga underarter finns listade i Catalogue of Life.